# La Robla
La Robla est une commune d'Espagne dans la province de León, communauté autonome de Castille-et-León. Elle s'étend sur 85,22 km2 et comptait environ 4 302 habitants en 2015.